# Момот Іван Дем'янович
Момот Іван Дем'янович (23 лютого 1905, Валки — 27 травня 1931, Харків) — український письменник, журналіст, літературний критик.

## Життєпис

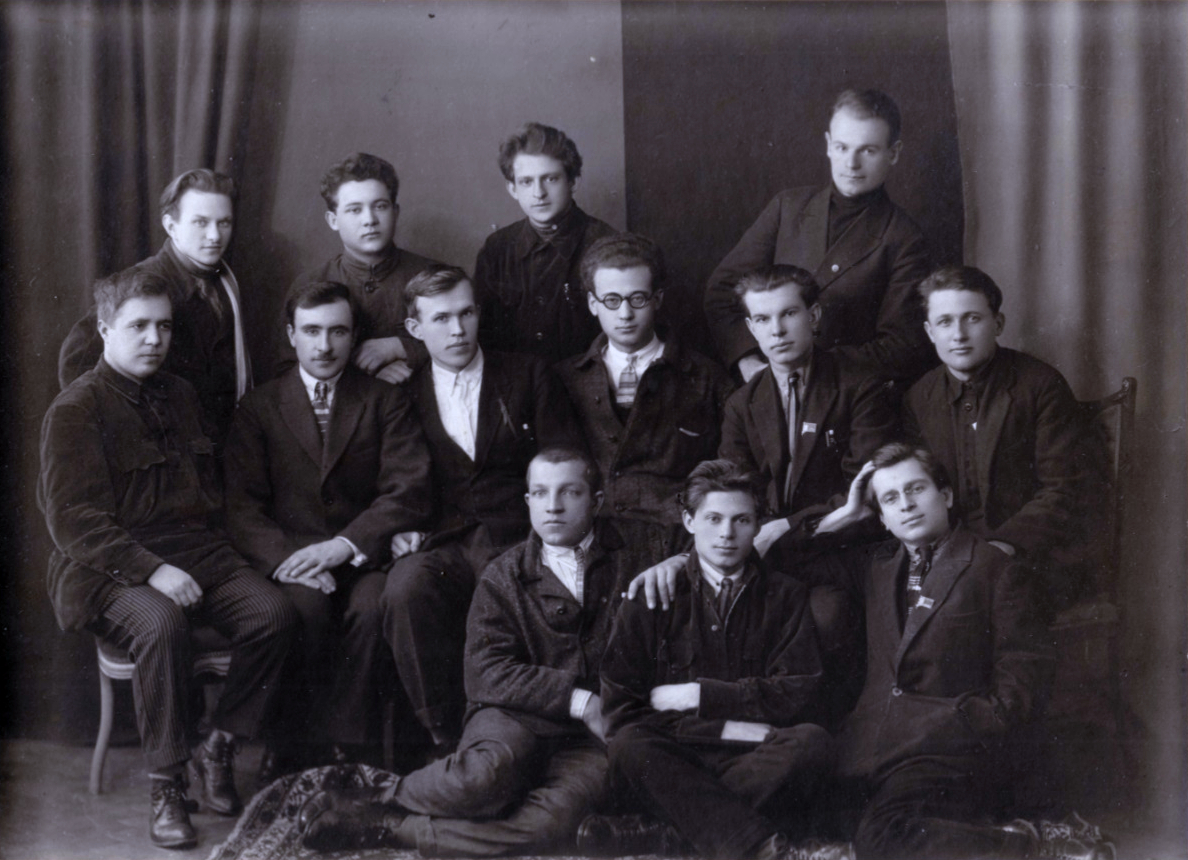
Літературна організація «Молодняк». 1927. Зліва направо: сидять унизу Олексій Кундзіч, Павло Усенко, Петро Голота; в середньому ряду Дмитро Гордієнко, Олесь Донченко, Терень Масенко, Леонід Первомайський, Іван Момот, Марко Кожушний; стоять угорі Іван Ковтун (Юрій Вухналь), Ярослав Гримайло, Борис Даніман (завідувач відділу друку ЦК ЛКСМУ і член редколегії журналу «Молодняк»), Володимир Кузьмич.

Народився 23 лютого 1905 року в незаможній українській селянській родині у Валках Харківської губернії.  
В 1920 році завершив навчання в семирічній школі в рідному місті.  
По лінії ЦК ЛКСМУ пройшов журналістські курси в 1925 році. Згодом працював співробітником газети «Комсомолець України».
Відігравав провідну роль у критиці журналу «Пролітфронт», куди прийшов з «Молодняка». Був відразу введений до складу редакції, а з третього числа став у ньому одним з трьох редакторів, серед яких, крім нього, ще значилися Аркадій Любченко і Микола Хвильовий. В 1929 році через внутрішні конфлікти всередині літературної спільноти вийшов зі складу «Молодняка»
З огляду на специфіку праці цих двох, зрозуміло, що літературна критика була віддана у відання Івана Момота. Його рука як редактора відчувається на більшості матеріалів. На той час письменникові було 25 років. У віці 26 років 27 травня 1931 року Іван Момот несподівано помер у лікарні № 2 у Харкові.